# Gotthard Dobmeier
Gotthard Dobmeier (* 1944) ist ein deutscher katholischer Theologe.

## Werdegang
Nach Studium der Philosophie und Theologie war Dobmeier vier Jahre Diözesanvorsitzender des Bundes der Deutschen Katholischen Jugend in der Erzdiözese München und Freising. Danach war er 14 Jahre lang als Referent für gesellschaftspolitische Fragen an der Katholischen Landvolkshochschule Petersberg tätig und widmete sich dort schwerpunktmäßig den Fragen des ländlichen Raums und der Landwirtschaft sowie dem Natur- und Umweltschutz. 1986 wurde er zum ersten Umweltbeauftragten der Erzdiözese München und Freising mit den Schwerpunkten Umweltbildung und Umweltberatung ernannt. Er blieb 21 Jahre in dieser Funktion und war zwischenzeitlich auch zentraler Ansprechpartner der Deutschen Bischofskonferenz für Umweltfragen. Seit vielen Jahren ist er Organist in der Kirche Peter & Paul in Erdweg.

## Veröffentlichungen
- Gotthard Dobmeier (Hrsg.): Angst vor der Technik – Vertrauen in die Schöpfung?: Techniker und Theologen im Dialog. – München: Pfeiffer, 1991

## Ehrungen
- 2009: Verdienstkreuz am Bande der Bundesrepublik Deutschland
- 2011: Ehrendoktorwürde der Philosophisch-Theologischen Hochschule der Salesianer Don Boscos Benediktbeuern

| Personendaten    | Personendaten                   |
| ---------------- | ------------------------------- |
| NAME             | Dobmeier, Gotthard              |
| KURZBESCHREIBUNG | deutscher katholischer Theologe |
| GEBURTSDATUM     | 1944                            |